# Padus serotina
Padus serotina là loài thực vật có hoa trong họ Hoa hồng. Loài này được (Ehrh.) Borkh. mô tả khoa học đầu tiên năm 1796.